# Куваєва Оксана Віталіївна
Оксана Віталіївна Куваєва (нар.. 10 лютого 1977, Тольятті, Російська РФСР, СРСР) — російська журналістка та телеведуча програми Вести на телеканалі Росія-1.

## Біографія
Народилася 10 лютого 1977 року в Тольятті в сім'ї вчителя молодших класів та водія-випробувача ВАЗу. Закінчила факультет журналістики Уральського державного університету за спеціальністю «Телебачення та радіо».
Кар'єру журналіста розпочала на «ВАЗ ТВ» у м. Тольятті
Уперше виступила ведучою випусків новин у прямому ефірі з 30 травня 1997 року на телеканалі «АТН». Єкатеринбург.
2001 року перейшла на «Четвертий канал» Єкатеринбурга, де пропрацювала до жовтня 2007 року.
Ведуча федеральних випусків програми «Вісті» з жовтня 2007 року по теперішній час. У 2013 році до переформатування у Вісті о 23:00 вела також авторські випуски Вістей+

## Особисте життя
Одружена, виховує двох синів: Георгія та Романа.

## Нагороди і премії
Лауреатка конкурсу ТЕФІ-Регіон у номінації «Найкраща провідна інформаційна програма» («Новини. Підсумки дня», телекомпанія «4 канал», м. Єкатеринбург.)